# Liu Gui
Liu Gui (ur. 1 lipca 1991) – chińska zapaśniczka w stylu wolnym. Srebrny medal na mistrzostwach Azji w 2011. Trzecia na Światowych Igrzyskach Sportów Walki w 2010. Brąz na mistrzostwach świata juniorów w 2011 roku.